# Trattnerhofbach
Der Trattnerhofbach ist ein gut 1,0 Kilometer langer Waldbach im Gebiet der Marktgemeinde Semriach im Bezirk Graz-Umgebung in der Steiermark. Er entspringt im östlichen Grazer Bergland am südwestlichen Hang des Windhofkogels und mündet dann von rechts kommend in den Rötschbach.

## Verlauf
Der Trattnerhofbach entsteht in einem Waldgebiet am südwestlichen Hang des Windhofkogels auf etwa 846 m ü. A. direkt westlich der Streusiedlung Windhof und wenige Meter südlich der Landesstraße L318, der Semriacher Straße.
Der Bach fließt anfangs im Waldgebiet relativ gerade nach Südwesten. Auf diesem Lauf unterquert er rund 250 Meter nach seiner Quelle eine Straße. Etwa 230 Metern nach der Straße mündet ein von rechts kommender, unbenannter Wasserlauf in den Trattnerhofbach. Nach der Mündung biegt der Trattnerhofbach auf einen leicht mäandernden Südkurs ein, auf dem er bis zu seiner Mündung bleibt. Er fließt dabei westlich am Ortsteil Mittlerer Windhof und östlich am Gasthof Trattnerhof vorbei. Etwa 20 Meter vor seiner Mündung unterquert der Bach erneut eine Straße und direkt danach einen unbefestigten Weg. Der Trattnerhofbach fließt durch einen Graben, der im Westen und Osten von Ausläufern des Windhofkogels gebildet wird.
Der Trattnerhofbach mündet nach gut 1,0 Kilometer langem Lauf mit einem mittleren Sohlgefälle von rund 13 % etwa 137 Höhenmeter unterhalb seines Ursprungs direkt südlich des zuvor von ihm gequerten unbefestigten Weges, etwa 300 Meter südöstlich des Gasthofs Trattnerhof in den als Oberer Rötschbach bezeichneten Oberlauf des Rötschbaches.
Auf seinem Lauf nimmt der Trattnerhofbach einen unbenannten Wasserlauf auf.